# Ctenitis maolanensis
Ctenitis maolanensis là một loài dương xỉ trong họ Dryopteridaceae. Loài này được P.S. Wang mô tả khoa học đầu tiên năm 1987.
Danh pháp khoa học của loài này chưa được làm sáng tỏ. 